# Síndrome de temblor post-micción
En neurourología, el síndrome de convulsión post-micción (PMCS, por sus siglas en inglés, Post-micturition convulsion syndrome), también conocido informalmente como escalofríos, es la experiencia de temblar durante o después de orinar. El síndrome parece ser experimentado con mayor frecuencia por los hombres.
El término fue acuñado en 1994 en la columna de periódico en línea de preguntas y respuestas The Straight Dope, cuando un usuario preguntó sobre el fenómeno.

## Explicación
Todavía no se ha realizado ninguna investigación revisada por pares sobre el tema. La teoría más plausible es que el escalofrío es el resultado del sistema nervioso autónomo (SNA) al mezclar sus señales entre sus dos divisiones principales:
- El sistema nervioso simpático (SNS), que controla la función de la vejiga y evita la micción.
- El sistema nervioso parasimpático (SNP) relaja el esfínter uretral y contrae la vejiga, causando micción.

Parte de la respuesta del SNS a la vejiga llena es la liberación de catecolaminas (incluidas la epinefrina, la noradrenalina y la dopamina), que se envían para ayudar a restaurar o mantener la presión arterial. Cuando comienza a orinar, el SNP se hace cargo y la producción de catecolaminas cambia. Puede ser el cambio en la producción química que causa el escalofrío, o el cambio de SNS a PNS en sí mismo, que es la causa.